# 서해수호의 날

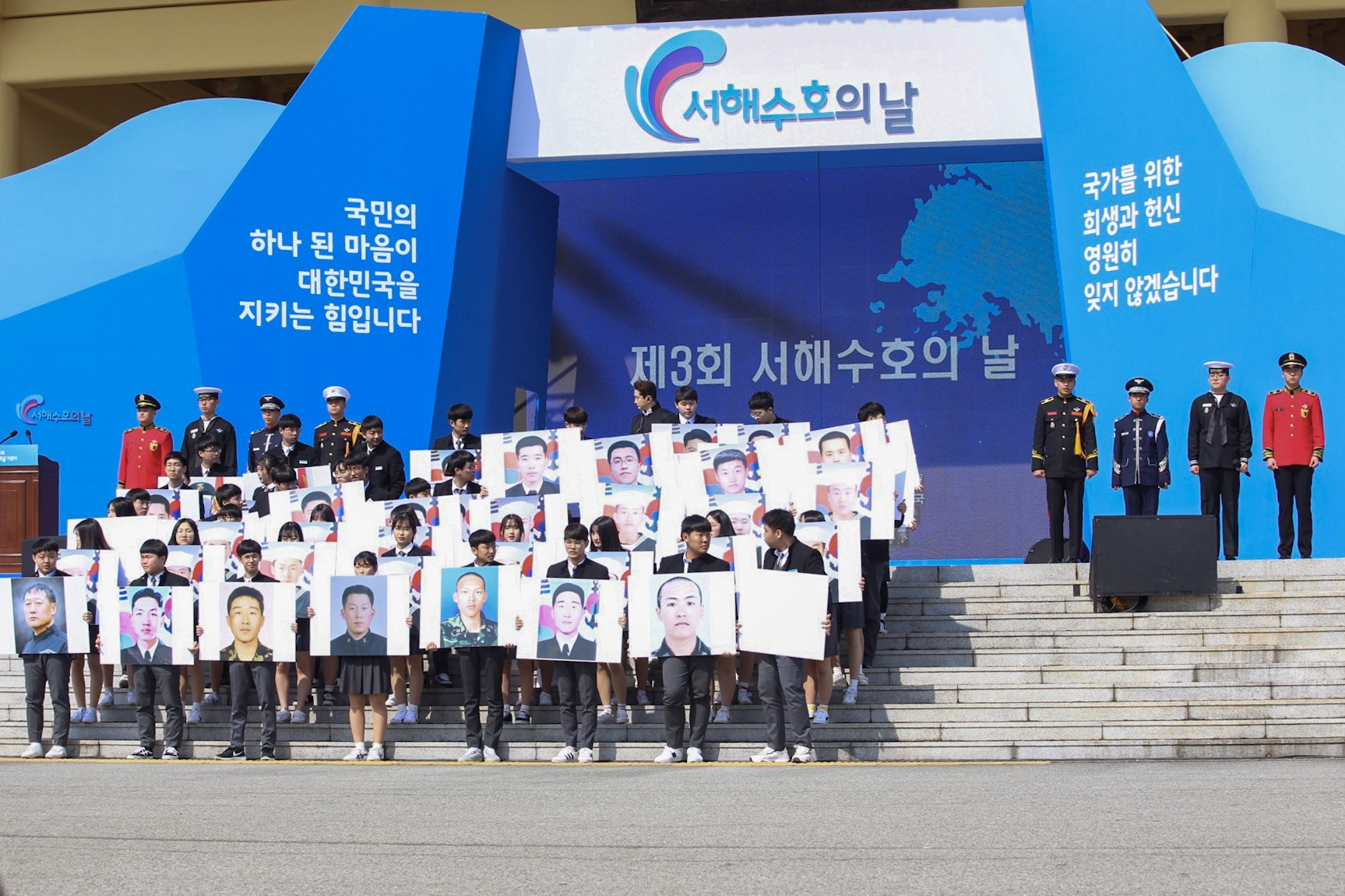
2018년 제3회 서해수호의 날

서해 수호의 날(西海守護日)은 대한민국의 기념일로 3월의 넷째 금요일이다. 이는 2016년부터 기념일로 지내고 있다
2002년 제2연평해전, 2010년 천안함 피격 사건, 2010년 연평도 포격 등 서해에서 발생한 북한의 도발을 상기하면서 대한민국 국군의 서해 수호를 위한 희생을 기리고, 국토 수호 결의를 다지며, 국민의 안보의식을 결집시키기 위한 목적으로 제정하였다. 더불어 현재 진행중인 북한의 위협에 맞서기 위해 나라를 지킨 영웅들의 숭고한 정신을 본받아 서해를 지켜내자는 의미 또한 내포돼 있다.
박근혜 정부는 2016년 1월 28일 황교안 국무총리 주재로 열린 국가정책조정회의에서 매년 3월 넷째주 금요일을 '서해수호의 날'로 지정하는 방안을 확정했다. 이후 입법예고와 법제심사, 국무회의 심의 등을 거쳐 법정 기념일로 최종 지정했다. 서해수호의 날 3월 넷째주 금요일인 이유는 북한 잠수정의 기습 어뢰 공격으로 승조원 104명 중 46명이 사망해 대한민국 국군의 피해 중 가장 컸던 천안함 피격 사건(2010년 3월 26일 금요일)이 있었던 날이기 때문이다.
2016년에는 당시 대통령이었던 박근혜 대통령이 연설했으나, 2017년에 국회로부터 탄핵 소추된 다음에 헌법재판소로부터 파면 선고를 받아서 대통령 권한대행을 맡았던 황교안 국무총리가 연설했다. 2018년과 2019년에는 문재인 대통령은 참석하지 않았고, 당시 국무총리였던 이낙연 국무총리가 연설했다. 또한 당시 집권 여당이었던 더불어민주당의 이해찬 대표 또한 2019년에 불참하여 비판을 받았다. 자유한국당은 문 대통령의 기념식 불참을 두고 "호국 영령들의 탄식하는 소리가 들리는 것 같다"며 "대통령은 대한민국 최고의 국군통수권자인데 서해를 외면하고 있다. 결국 북한 눈치 보기이자 대통령이 어떤 안보관을 갖고 있는지를 적나라하게 보여준다고 생각한다"고 비판했다. 당별로는 더불어민주당에서는 윤호중 사무총장, 안규백 국방위원장 등 5명만 기념식을 찾았으며, 정의당·민주평화당 지도부는 불참했다. 자유한국당에선 황교안 대표 등 8명, 바른미래당에선 유승민 의원 등 5명이 참석했다. 문재인 대통령은 2020년과 2021년 기념식에는 기념식에 참석하였으나, 2022년 기념식에는 불참하였다. 2023년에는 윤석열 대통령이 기념식에 참석했다.